# Dziedzickia vockerothi
Dziedzickia vockerothi är en tvåvingeart som beskrevs av Duret 1979. Dziedzickia vockerothi ingår i släktet Dziedzickia och familjen svampmyggor. Inga underarter finns listade i Catalogue of Life.